# كأس العالم للدراجات الجبلية 2011
كأس العالم للدراجات الجبلية 2011 (بالإنجليزية: 2011 UCI Mountain Bike World Cup)‏  هو الموسم 21 من  كأس العالم للدراجات الجبلية ‏. أقيم بتاريخ 2011، وفاز فيه Jaroslav Kulhavý ‏، وGerhard Kerschbaumer ‏، وجولي برست، وبولين فيرون-برفوت، وAaron Gwin ‏، وتريسي موزلي ‏، وجاريد جريفز، وAnneke Beerten ‏.